# إدوارد كيلوغ
إدوارد كيلوغ (بالإنجليزية: Edward Kellogg)‏ هو شخصية أعمال واقتصادي أمريكي، ولد في 18 أكتوبر 1790، وتوفي في 29 أبريل 1858.